# Успоредка (жени)
 Тази статия е за женската успоредка.  За мъжката успоредка вижте Успоредка (мъже).  
Успоредката е уред в спортната гимнастика за жени. Състои се от подпорна рамка, изработена от стомана, с две напречни пръчки, изработени от стъклопластика с дървено покритие. Двете пръчки са успоредни на пода и на различна височина от него, за разлика от мъжката успоредка, при която са на еднаква височина.

## Размери
Успоредката се използва в международни състезания и трябва да отговаря на определени стандарти.
- Височина:
  - горната напречна пръчка: 241 cm
  - долната напречна пръчка: 161 cm
- Диаметър на пръчките: 4 cm
- Дължина на пръчките: 240 cm
- Диагонал: 130 cm (дава възможност за настройка)

Известни имена на гимнастички, които внасят нови елементи на този уред, са: Олга Корбут през 1972 година с първото салто (наречено на нейно име) и доусъвършенствани елементи и салта по-късно през 1976 година от Надя Команечи.